# الساعات (رواية)
الساعات (بالإنجليزية: The Clocks) هي رواية تحقيق من تأليف أجاثا كريستي ونُشرت لأول مرة في المملكة المتحدة في السابع من نوفمبر 1963، وقد ظهر في هذه الرواية المحقق هيركيول بوارو.
قام الاديب الراحل عمر عبد العزيز أمين بترجمة الرواية تحت عنوان «الشيطان امرأة» ونشرت من دار ميوزيك للطبع والنشر. وتحمل الرواية الرقم (58) ضمن السلسلة.

## ملخص الحبكة
تصل شيلا ويب، والتي تعمل كضاربة على الآلة الكاتبة في وكالة الآنسة مارتندال إلى موعدها المسائي في ولبراهام كريسنت في منطقة كراودين التابعة لمقاطعة ساسكس الإنجليزية، لتجد رجلًا مسنًا أنيق اللباس مطعونًا حتى القتل ومحاطًا بست ساعات، أربع منها متوقفة على الساعة 4:13، في حين تعلن ساعة الوقواق عن الساعة الثالثة بعد الظهر. عندما تدخل سيدة عمياء المنزل وتكاد تدوس على الجثة، تركض شيلا مرعوبة خارج المنزل وإلى ذراعي شاب كان يمضي في الشارع.
أخذ هذا الشاب -والذي نجد أنه يعمل كعميل في دائرة الأمن العسكري الخامسة البريطانية واسمه كولين الملقب بـ «الحمل»- شيلا في رعايته. وكان يحقق في دليل من ملاحظة وجدت في جيب الضحية؛ حرف إم والعدد 61، ورسم لهلال مكتوبة على قطعة من قرطاسية الفنادق (مرسومة في الكتاب). في المنزل رقم 19 في شارع ولبراهام كريسنت، منزل الآنسة بيبمارش العمياء، يبدأ تحقيق الشرطة في جريمة القتل.
يثبت التحقيق زيف بطاقة العمل الخاصة بالرجل الميت، ولا تظهر ملابسه أي شيء آخر إذ انتُزعت منها جميع الملصقات. كان الرجل قد قُتل باستخدام سكين مطبخ عادية. يستجوب كولين والمحقق هاردكاسل الجيران. تجاور منازلهم موقع الجريمة من جهة الشارع أو من خلال الحدائق الخلفية في هذا التجمع السكني غريب التنظيم والعائد للعصر الفيكتوري. يبدأ كولين بالشعور بالإعجاب نحو شيلا.
يستجوب هاردكاسل السيدة لوتون، وهي العمة التي ربت روزماري شيلا ويب. روزماري هو الاسم الذي كان مكتوبًا على الساعة التي وجدت في مسرح الجريمة، لكنها اختفت قبل أن تجمعها الشرطة. يحاول كولين الوصول إلى هيركول بوارو صديق والده القديم للتحقيق في القضية. يتحدى بوارو للقيام بذلك من كرسيه المتحرك ويعطيه ملاحظات مفصلة. يقبل بوارو هذا التحدي ثم يشير إلى كولين بالمتابعة على التحدث الجيران.
في سياق التحقيق، يذكر الطبيب الشرعي أن الضحية كان قد أُعطي مادة هيدرات الكلورال قبل قتله. بعد ذلك تعبر إحدى الموظفات -والمدعوة إندرا برينت- عن استغرابها من أمر قاله مسبقًا وقد يكون دليلًا. تحاول إيصال الأمر إلى هاردكاسل دون أن تنجح في ذلك. بعد ذلك بفترة قصيرة تشاهَد هذه الفتاة مقتولة خنقًا بوشاحها الخاص في كبينة هاتف عمومي في حي ولبراهام كريسنت. تبقى هوية الرجل المقتول مجهولة حتى ذلك الوقت. بعدها تتعرف السيدة ميرلينا رايفال (واسمها الحقيقي فلوسي غاب) على الرجل الميت الذي كان زوجها السابق واسمه هاري كاسلتون. يغادر كولين بريطانيا في سبيل قضيته الخاصة، مسافرًا إلى ما وراء الستار الحديدي وصولًا إلى رومانيا. يعود مرة أخرى وبحوزته المعلومات التي يحتاجها، ولكن من دون الشخص الذي كان يأمل إيجاده.
عاملًا بنصيحة بوارو، يتحدث كولين إلى الجيران، ويجد فتاة تبلغ من العمر عشر سنوات في مجموعة المباني المقابلة في الشارع اسمها جيرالدين براون. كانت الطفلة تراقب الأحداث في ولبراهام كريسنت وتسجلها في الوقت الذي كانت مجبرة فيه على البقاء في منزلها بسبب ساقها المكسورة. تكشف الفتاة أن شركة تنظيف جديدة أوصلت سلة ثقيلة من الغسيل صبيحة يوم الجريمة. يخبر كولين هاردكاسل بهذا الأمر.
يخبر هاردكاسل السيدة رايفال أن وصفها للميت ليس دقيقًا. تتصل رايفال ممتعضة بالشخص الذي أدخلها في هذه القضية. على الرغم من مراقبة الشرطة لها، تشاهَد رايفال بعد فترة قصيرة مقتولة بطعنة في الظهر في محطة مترو أنفاق فيكتوريا في لندن. في هذا الوقت تكون وجهة نظر بوارو هي أن مظهر التعقيد الشديد لا بد من أنه يخفي جريمة بسيطة إلى حد كبير. الساعات الموجودة إلى جانب القتيل هي مجرد رنجة حمراء (أي وسائل تضليل) كما هو وجود شيلا وإزالة محفظة الرجل الميت وجميع العلامات على ملابسه. يخبر كولين بوارو بالمستجدات خلال زياراته اللاحقة.
في غرفة في فندق كراودن، يخبر بوارو المحقق هاردكاسل وكولين بما استنتجه. من خلال الترتيب الزمني الدقيق، يستنتج ما أدركته إدنا. عادت إدنا في وقت مبكر من الغداء يوم الجريمة لأن حذاءها كان مكسورًا دون أن تلاحظها مالكة المنزل الآنسة مارتندال. لم تتلق الآنسة مارتندال أي مكالمة هاتفية في الوقت الذي ادعت ذلك فيه، وهي الشخص الوحيد الذي يملك الدافع لقتل إدنا.